# Durian Gadang (Akabiluru)
Durian Gadang is een bestuurslaag in het regentschap Lima Puluh Kota van de provincie West-Sumatra, Indonesië. Durian Gadang telt 1252 inwoners (volkstelling 2010).